# 国会議員 (映画)
『国会議員』 （ 英： El diputado ）は、1978年に製作されたスペインの映画。エロイ・デ・ラ・イグレシア監督。
日本では、1999年（第8回）東京国際レズビアン&ゲイ映画祭にて初上映された。

## キャスト
- ロベルト：ホセ・サクリスタン
- カルメン：マリア・ルイーサ・サン・ホセ
- フアニート：ホセ・ルイス・アロンソ
- カレ：アグスティン・ゴンザレス

## 参照
1. ↑  作品リスト Archived 2012年7月23日, at the Wayback Machine.映画祭データベースより